# Stazione di Minatomirai
La stazione di Minatomirai (みなとみらい駅?, Minatomirai-eki) è una stazione ferroviaria metropolitana di Yokohama, nella prefettura di Kanagawa che si trova nel quartiere di Nishi-ku ed è servita dalla linea ● Linea Minatomirai della metropolitana di Yokohama, gestita dalla compagnia privata Ferrovia Yokohama Minatomirai. La stazione è la terza della linea una volta lasciato il capolinea di Yokohama e il codice di stazione è (MM03).
L'area in cui si trova la stazione è Minato Mirai 21, una moderna area nata dalla riqualificazione di una zona industriale eseguita durante gli anni '90 e i primi anni 2000. Direttamente sopra la stazione si trova il centro commerciale Queen's Square.

## Storia
La stazione venne inaugurata assieme alla linea metropolitana il 1º febbraio 2004.

## Linee
Ferrovia Yokohama Minatomirai
● Linea Minatomirai

## Struttura
La stazione è costituita da due binari passanti sotterranei con un marciapiede a isola centrale.
| 1 | ● Linea Minatomirai |  | per Bashamichi e Motomachi-Chūkagai |
| 2 | ● Linea Minatomirai |  | per Yokohama e, via linea Tōkyū Tōyoko, Musashi-Kosugi, Shibuya, via linea Fukutoshin, Ikebukuro, via linea Seibu Ikebukuro, Tokorozawa e, via linea Tōbu Tōjō, Hannō |

## Stazioni adiacenti
| «                 | Servizio           | »                  |
| Linea Minatomirai | Linea Minatomirai  | Linea Minatomirai  |
| ----------------- | ------------------ | ------------------ |
| Shin-Takashima    | Locale             | Bashamichi         |
| Yokohama          | Espresso           | Bashamichi         |
| Yokohama          | Espresso pendolari | Bashamichi         |
| Yokohama          | Espresso Limitato  | Motomachi-Chūkagai |